# Gustaf-Adolf Thorén
Gustav-Adolf Thorén, "Kåge", född 19 december 1917, död 6 april 1985, var en svensk handbollsspelare. Han var vänsterhänt och spelade högerforward eller med dagens terminologi högersexa.

## Karriär

### Klubblag
Thorén började spela handboll 1935 då han var 18 år gammal. Han spelade till hög er i kedjan och hade ett snabbt vänsterskott med god precision och var god målskytt. Spelade i Majornas IK där han var med och tog 4 SM-guld. Han var med när klubben erövrade  2 utomhustitlar också. Han vann allsvenskan 6 gånger med klubben. Under åren i Majorna vann han skytteligan fyra gånger i rad 1939/1940, 1940/1941, 1941/1942 och 1942/1943  1945 började han spela för IF Elfsborg i Borås som då hade en handbollssektion.

### Landslaget
Debuterade i landslaget 1937 och spelade 28 landskamper till 1947 och tre matcher som gav poäng till Stora Grabbars märke. Fram till 1947 hade han flest landskamper av alla. Han är Stor Grabb. Deltog i VM Inne och Ute 1938. Utomhus var han Sveriges bäste målgörare i VM. Nedan en tabell över hans landskamper. Som framgår av tabellen var hans sista landskamper alla utomhus och det avspeglar att han på senare år mera kom till sin rätt i utomhushandbollen. "Kåge" Thorén skildrar sina Tio år landslaget i Boken om handboll från1953 på sidorna 253-263.
| Landskamper: Uppgifterna kontrollerade mot "Boken om handboll" |
| 1. 22.08.1937 Sverige-Danmark (utomhus) i Köpenhamn 8-4 (1 mål) 2. 19.09.1937 Sverige-Tyskland (utomhus) i Göteborg 6-21 (1 mål) 3. 06.02.1938 Sverige-Danmark i Berlin (VM) 2-1 4. 06.02.1938 Sverige-Tyskland i Berlin (VM) 2-7 5. 24.03.1938 Sverige-Tyskland i Göteborg 15-16 (2 mål) 6. 07.07.1938 Sverige-Holland (utomhus) i Magdeburg (VM) 8-4 (2 mål) 7. 08.07.1938 Sverige-Rumänien (utomhus) i Magdeburg (VM) 7-6 (3 mål) 8. 09.07.1938 Sverige-Schweiz (utomhus) i Berlin (VM) 2-5 (2 mål) 9. 10.07.1938 Sverige-Ungern (utomhus) i Berlin (VM) 2-10 (1 mål) 10. 05.02.1939 Sverige-Tyskland i Breslau 7-16 (2 mål) 11. 18.06.1939 Sverige-Polen (utomhus) i Katowice 6-8 (4 mål) 12. 25.06.1939 Sverige-Rumänien (utomhus) i Bukarest 4-5 (2 mål) 13. 24.09.1939 Sverige-Danmark (utomhus) i Köpenhamn 2-13 (1 mål) 14. 17.03.1940 Sverige-Danmark i Göteborg 22-10 (7 mål) 15. 13.10.1940 Sverige-Danmark (utomhus) i Kristianstad 4-8 (4 mål) 16. 22.01.1941 Sverige-Tyskland i Göteborg 14-15 (1 mål) 17. 05.02.1941 Sverige-Danmark i Köpenhamn 21-12 (8 mål) 18. 06.12.1941 Sverige-Danmark i Stockholm 16-10 (3 mål) 19. 06.01.1942 Sverige-Tyskland i Göteborg 28-10 (9 mål) 06.04.1942 Sverige-Pressen i Göteborg 14-9 (1 mål) 20. 08.02.1942 Sverige-Danmark i Köpenhamn 13-17 (1 mål) 21. 03.09.1942 Sverige-Danmark (utomhus) i Karlskrona 10-12 (4 mål) 22. 04.12.1942 Sverige-Danmark i Köpenhamn 10-14 (1 mål) 23. 06.01.1943 Sverige-Danmark i Göteborg 13-9 (2 mål) 06.01.1944 Pressen-Landslaget i Göteborg 14-6 (3 mål) 06.01.1945 Pressen-Landslaget i Göteborg 9-8 (2 mål) 24. 12.08.1945 Sverige-Danmark (utomhus) i Motala 3-8 25. 09.09.1945 Sverige-Danmark (utomhus) i Odense 8-5 26. 14.07.1946 Sverige-Schweiz (utomhus) i Ystad 7-5 (1 mål) 27. 01.09.1946 Sverige-Danmark (utomhus) i Kristianstad 18-6 (2 mål) 28. 14.06.1947 Sverige-Danmark (utomhus) i Köpenhamn 8-6 |

## Meriter
- VM-brons inomhus med Sveriges herrlandslag i handboll 1938 i Tyskland.
- 4 SM-guld inomhus med Majornas IK 1940, 1942, 1943 och 1944-
- 2 SM-guld utomhus med Majornas IK 1942 och 1945..

### Fotnoter
1. ↑  ”Nordisk Familjebok Sportlexikan / Gustav-Adolf Thorén Internet av Runeberg”. https://runeberg.org/sportlex/6/0550.html. Läst 11 januari 2019.
2. ↑  Thoren, "Kåge" (1953). ”Tio år i landslaget”. Tio år i landslaget. sid. 253-263. Läst 15 januari 2019
3. ↑  ”Gustaf-Adolf Thorén (felaktiga födelsedata i källan)”. http://www.sporthistoria.se/autograf/gustaf_adolf_thoren.htm. Läst 11 januari 2019.